# Inglourious Basterds
Inglourious Basterds (bra: Bastardos Inglórios; prt: Sacanas sem Lei) é um filme teuto-americano de 2009, dirigido por Quentin Tarantino, e estrelado por Brad Pitt, Christoph Waltz, Mélanie Laurent e Diane Kruger. O filme conta a história de dois planos para assassinar os líderes políticos da Alemanha nazista, um planejado por uma jovem francesa judia proprietária de cinema (Laurent), e o outro por um grupo de soldados judeus aliados liderados pelo tenente Aldo Raine (Pitt).

## Sinopse
Em 1941, o Coronel da SS Hans Landa (Christoph Waltz) chega a uma fazenda de leite na França Ocupada com o intuito de interrogar Perrier LaPadite (Denis Ménochet) sobre rumores de que ele estaria a esconder uma família judaica chamada Dreyfus. Landa faz com que o fazendeiro confesse que ele os esconde debaixo da casa. Landa ordena que os soldados da SS entrem na residência e disparem sobre o assoalho do chão. A família é toda morta, com exceção da adolescente Shosanna (Mélanie Laurent), que Landa deixa escapar.
Na primavera de 1944, o Primeiro-tenente Aldo Raine (Brad Pitt) é incumbido da tarefa de selecionar uma equipe de oito soldados judeu-americanos para uma missão atrás das linhas inimigas, que consiste em aterrorizar os soldados alemães. Ele informa os seus soldados de que cada um lhe deve 100 escalpos de nazis. Eles não fazem prisioneiros e acabam por ser conhecidos como os "Bastardos". O único sobrevivente de um dos ataques dos Bastardos, um soldado de nome Butz, é chamado para um encontro com Adolf Hitler. Butz conta ao Führer que ele e a sua companhia foram atacados, e que o seu sargento foi espancado até a morte com um taco de Basebol pelo Sargento Donny Donowitz (Eli Roth), conhecido pelos alemães como "O Urso Judeu". Butz revela-lhe que Raine cravou uma suástica na sua testa com uma faca.
Em junho de 1944, Shosanna assumiu a identidade de "Emmanuelle Mimieux" e gere um cinema em Paris. Ela encontra Fredrick Zoller (Daniel Brühl), um atirador de elite alemão cuja história será relatada no filme de propaganda nazi chamado de Stolz der Nation (O Orgulho da Nação). Zoller fica atraído por Shosanna e convence Joseph Goebbels a efetuar a estreia do filme no cinema de Shosanna. Ela percebe que a presença de vários oficiais da alta patente nazi lhe irá proporcionar uma oportunidade perfeita para a sua vingança e decide que irá incendiar o cinema durante a estreia, matando todos os grandes mestres do regime nazi aí presentes. Para isso ela resolve usar a sua coleção de filmes de nitrato, extremamente inflamáveis. Os britânicos descobrem tudo sobre a estreia e selecionam o tenente Archie Hicox (Michael Fassbender) para se infiltrar no evento com a ajuda dos Bastardos e uma atriz alemã que trabalha como agente dupla, Bridget von Hammersmark (Diane Kruger). Hicox e dois alemães membros dos Bastardos encontram Hammersmark numa taberna onde o major Dieter Hellstrom (August Dihel), da Gestapo, percebe o estranho sotaque de Hicox. Hicox consegue convencer o major de que o seu sotaque é, na verdade, influência do dialeto da sua terra natal nas montanhas mas acaba por se denunciar, mais tarde, ao pedir três copos de forma errada. A situação gera um tiroteio, deixando todos mortos, com a exceção de Hammersmark. Raine interroga-a e, quando descobre que Hitler vai comparecer na estreia, desenvolve um plano em que ele, Donny e Omar (Omar Doom) vão se apresentar como acompanhantes italianos dela na estreia. Landa mais tarde inspeciona a taberna e identifica o guardanapo autografado de Hammersmark e o seu sapato.
Na estreia, Landa solicita que Hammersmark vá com ele, a sós, para uma sala onde ele faz que ela experimente o sapato. Convencido, para sua satisfação, de que ela está com os Bastardos, ele a estrangula até a morte. Ele então manda que Raine e Utivich (B. J. Novak) sejam presos. Landa faz um acordo com o oficial-comandante de Raine para receber uma pensão militar e cidadania americana, em troca de deixar Donny e Omar, ainda no cinema, matarem todos os oficiais nazis. Durante o filme, Zoller vai à sala de projeção para ver Shosanna e confrontá-la sobre as várias rejeições que ele sofreu desde o início. Quando ele está de costas, ela alveja-o múltiplas vezes, porém ele consegue disparar sobre ela antes de morrer. O filme é interrompido por um close-up de Shosanna informando o público de que eles serão mortos por uma judia. Ao mesmo tempo, o empregado e amante franco-africano de Shosanna, Marcel (Jacky Ido), que havia trancado todas as saídas da sala, incendeia os filmes de nitrato atrás da tela. Omar e Donny conseguem atacar e matar Hitler (Martin Wuttke) e Goebbels (Sylvester Groth) e, então, disparam sobre o público em pânico até que as suas dinamites explodem, matando todos.
Landa e o seu operador de rádio levam Raine e Utivich até as linhas americanas, e segundo o acordo, rendem-se. Para a surpresa de Landa, Raine mata o seu operador de rádio e manda Utivich cortar o seu escalpo. Raine então crava um suástica na testa de Landa dizendo, "Acho que essa pode ser minha obra-prima" ...

## Elenco
| Ator               | Papel                                |
| ------------------ | ------------------------------------ |
| Brad Pitt          | Tenente Aldo Raine                   |
| Mélanie Laurent    | Shosanna Dreyfus/Emmanuelle Mimieux  |
| Christoph Waltz    | Coronel Hans Landa                   |
| Daniel Brühl       | Fredrick Zoller                      |
| Michael Fassbender | Tenente Archie Hicox                 |
| Eli Roth           | Sargento Donny "Urso Judeu" Donowitz |
| Diane Kruger       | Bridget von Hammersmark              |
| Til Schweiger      | Sargento Hugo Stiglitz               |
| Jacky Ido          | Marcel                               |
| August Diehl       | Major Hellstrom                      |
| Gedeon Burkhard    | Cabo Wilhelm Wicki                   |
| Omar Doom          | Soldado Omar Ulmer                   |
| B.J. Novak         | Soldado Smithson Utivich             |
| Martin Wuttke      | Adolf Hitler                         |
| Sylvester Groth    | Joseph Goebbels                      |
| Mike Myers         | General Ed Fenech                    |
| Richard Sammel     | Sargento Rachtman                    |
| Alexander Fehling  | Master Wilhelm                       |
| Sonke Mohring      | Walter Frazer                        |
| Denis Menochet     | Perrier LaPadite                     |
| Julie Dreyfus      | Francesca Mondino                    |
| Rod Taylor         | Sir Winston Churchill                |

## Produção
O desenvolvimento de Inglourious Basterds começou em 1998, quando Tarantino escreveu o roteiro para o filme. Tarantino "empacou" no fim do enredo e decidiu adiar as filmagens, preferindo dirigir o filme de duas partes Kill Bill. Após dirigir Death Proof em 2007 (como parte da sessão dupla Grindhouse), Tarantino voltou a trabalhar em Inglourious Basterds. As filmagens começaram em outubro de 2008, na Alemanha, com um orçamento inicial de 70 milhões de dólares. Inglourious Basterds estreou em 20 de maio de 2009, no 62º Festival de Cannes, onde competiu pela prestigiosa Palma de Ouro. Foi lançado nos Estados Unidos e na Europa em agosto de 2009 pela The Weinstein Company e Universal Studios.

### Pré-produção e filmagem
Tarantino juntou-se com a The Weinstein Company para preparar a produção do que ele planejou ser sua obra-prima épica. Em julho de 2008, Tarantino e os produtores executivos Harvey e Bob Weinstein criaram um cronograma de produção acelerado para ser concluído a tempo para o lançamento no Festival de Cannes de 2009, onde o filme iria concorrer à Palma de Ouro. A The Weinstein Company co-financiou o filme e o distribuiu nos Estados Unidos, assinou ainda um contrato com a Universal Pictures para financiar o restante do filme e distribuí-lo internacionalmente. Alemanha e França foram escolhidas como locais de filmagem e a gravação do filme começou em outubro de 2008 em locações na Alemanha.

## Recepção
O filme foi um sucesso de bilheteria, arrecadando US 320 351 773,00 de dólares em cinemas do mundo todo, tornando-o o segundo filme de maior bilheteria de Tarantino atrás apenas de Django Livre. O filme recebeu vários prêmios e indicações, incluindo oito indicações ao Oscar. Pela sua atuação como Hans Landa, Christoph Waltz ganhou o Prêmio de Melhor Ator no Festival de Cannes, bem como o BAFTA, o Globo de Ouro e o Oscar de Melhor Ator Coadjuvante.

## Estrutura
Assim como outros filmes de Quentin Tarantino, o longa é dividido em 5 capítulos.
| Ordem do Filme                                         |
| ------------------------------------------------------ |
| Capítulo 1: Era uma vez na França ocupada por nazistas |
| Capítulo 2: Bastardos Inglórios                        |
| Capítulo 3: Noite alemã em Paris                       |
| Capítulo 4: Operação Kino                              |
| Capítulo 5: A vingança do rosto gigante                |

## Premiações
| Prêmio        | Categoria                               | Ator                     |
| ------------- | --------------------------------------- | ------------------------ |
| Oscar         | Melhor ator coadjuvante                 | Christoph Waltz          |
| Globo de Ouro | Melhor ator coadjuvante                 | Christoph Waltz          |
| SAG Awards    | Melhor ator coadjuvante / melhor elenco | Christoph Waltz e elenco |
| BAFTA         | Melhor ator coadjuvante                 | Christoph Waltz          |